# Veikko Heinonen
Pour les articles homonymes, voir Heinonen.
Veikko Heinonen (né le 4 octobre 1934 à Lahti) est un sauteur à ski finlandais.

## Palmarès

### Championnats du monde
| Épreuve / Édition | Falun 1954 |
| Individuel        | Argent     |